# نويل هيل
نويل هيل (بالإنجليزية: Noel Hill)‏ هو لاعب دوري الرغبي أسترالي، ولد في 1927 في بولي ‏ في أستراليا، وتوفي في 2003 في ساوث ملبورن في أستراليا.